# István Serényi
István Serényi (tysk: Istvan Schlesinger, 26. august 1911 – 3. oktober 1996) var en ungarsk udendørshåndboldspiller som deltog under Sommer-OL 1936.
Han blev født og døde i Budapest.
Serényi var en del af det ungarske udendørshåndboldhold, som kom på en fjerdeplads i den olympiske turnering. Han spillede i fire kampe.
Han var medlem af VAC (Vívó és Atlétikai Club) (dansk: Fægte- og atletikklubben), Budapest.